# NGC 4541
NGC 4541 ist eine Balken-Spiralgalaxie vom Hubble-Typ SBbc im Sternbild Jungfrau auf der Ekliptik. Sie ist schätzungsweise 304 Millionen Lichtjahre von der Milchstraße entfernt und hat einen Durchmesser von etwa 145.000 Lichtjahren.

Im selben Himmelsareal befindet sich u. a. die Galaxie NGC 4437.
Die Supernova SN 2007gq wurde hier beobachtet.
Das Objekt wurde am 1. Januar 1786 von dem deutsch-britischen Astronomen Wilhelm Herschel entdeckt.